# Teleobjectief

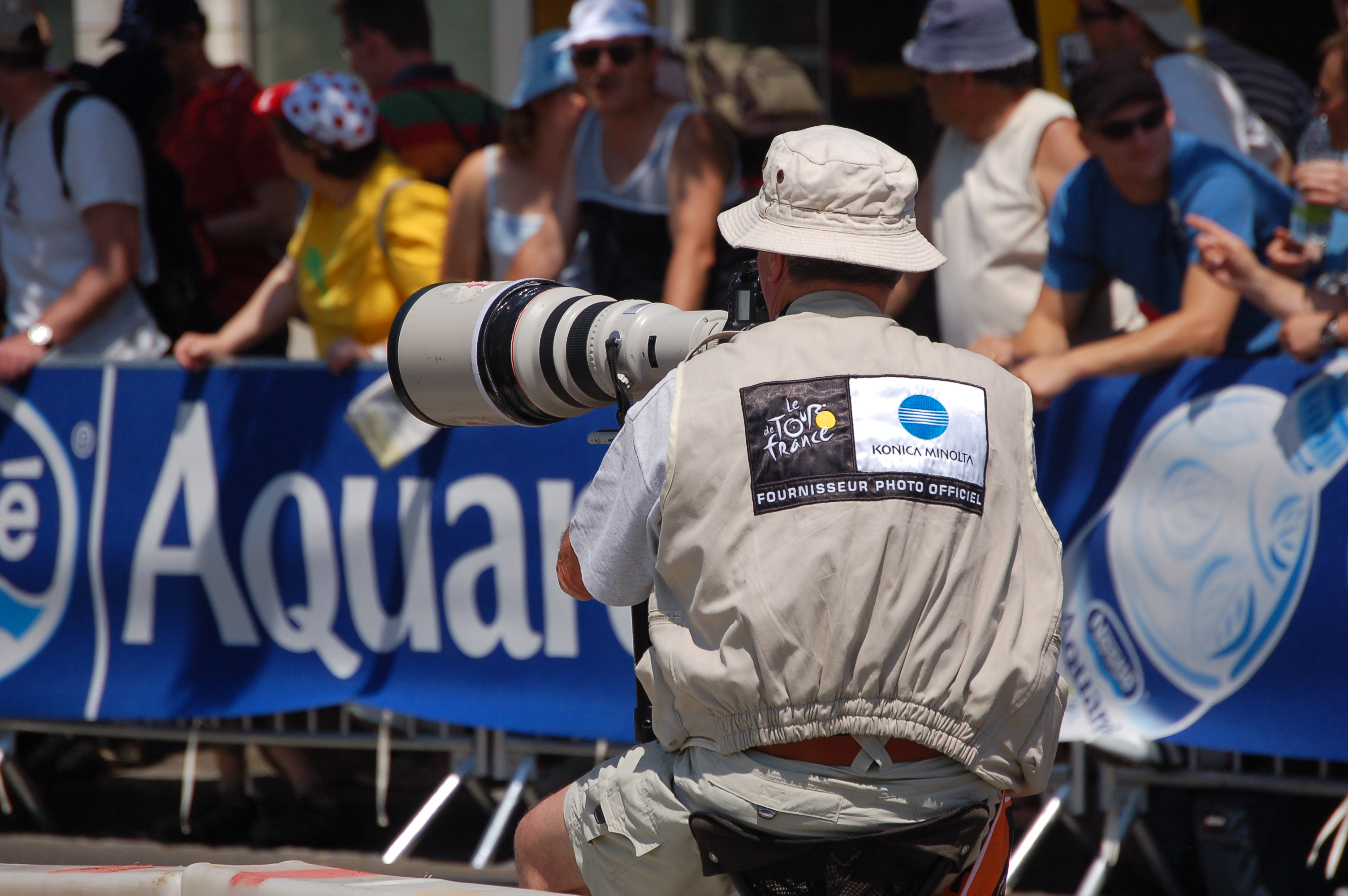
Een fotograaf met telelens tijdens de Ronde van Frankrijk

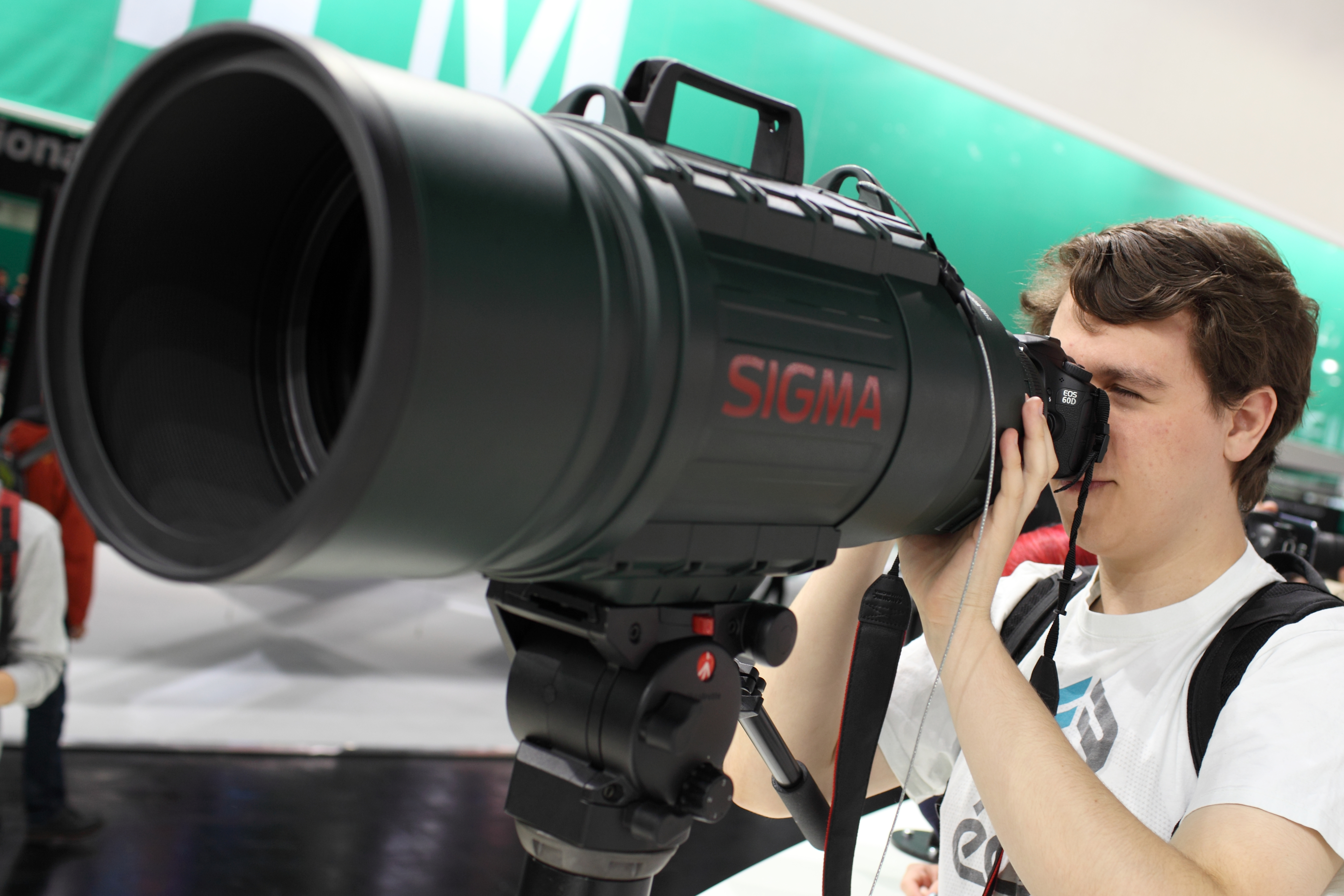
Een 200-500mm-teleobjectief op de Photokina

Een teleobjectief of telelens is een objectief met een grote brandpuntsafstand en een kleine beeldhoek; hierdoor kunnen objecten op grotere afstand beeldvullend op film of sensor worden geprojecteerd.
Teleobjectieven hebben de eigenschap het beeld te vervlakken (minder „diep” te maken). Alles in het beeld lijkt op elkaar geplakt. De objecten die zich achter elkaar bevinden kunnen even groot lijken. Dit wordt soms het „plat perspectief” genoemd. Telelenzen hebben een beperkte scherptediepte, bij grotere diafragmaopeningen (kleinere diafragmagetallen) kan de achtergrond vaag worden. Dit effect is te gebruiken om het onderwerp te isoleren van de achtergrond. Niet te lange teleobjectieven (80-150 mm bij kleinbeeld) worden veel toegepast voor portretopnamen. Ze geven weinig vertekening. Bij portretten met een groothoekobjectief lijkt de neus, die veel dichter bij het objectief ligt dan bijvoorbeeld de oren, belangrijk groter ten opzichte van de rest van het gezicht.
Teleobjectieven worden wel ingedeeld als:
- Lichte teleobjectieven: brandpuntsafstand van 85 mm tot 135 mm
- Teleobjectieven: 135 mm tot 300 mm
- Superteleobjectieven: vanaf 300 mm

Deze waarden gelden voor kleinbeeldfilm.
In de fotografie is het gebruikelijk, ieder objectief met een langere brandpuntsafstand dan een standaardobjectief een „teleobjectief” te noemen. In de optica wordt echter veelal een wat beperktere definitie van „teleobjectief” gehanteerd: daar gaat het om een objectief met achterin een negatieve lens, die de effectieve brandpuntsfstand vergroot. In feite wordt hierdoor het beeldzijdige hoofdvlak ver naar voren – een eind vóór het objectief – geplaatst.
Bij teleobjectieven is chromatische aberratie een veelvoorkomend probleem. Professionele teleobjectieven worden daarom veelal apochromatisch gecorrigeerd. Een apochromatisch gecorrigeerd objectief geeft veel scherpere en contrastrijkere beelden maar is belangrijk duurder.
In de praktijk kan de brandpuntafstand ook worden verkleind of vergroot door gebruik te maken van convergerende (positieve lenzen) en divergerende lenzen (negatieve lenzen) voor het objectief (voorzetlenzen).
Bij lange teleobjectieven worden kleine bewegingen van camera en objectief ook vergroot. Daarom moet bij gebruik van een telelens liefst een korte belichtingstijd worden gekozen. Een vuistregel bij uit de hand fotograferen is het omgekeerde van de brandpuntsafstand: voor een 250mm-objectief uit de hand een sluitertijd van 1/250 seconde, of korter. Is dat niet mogelijk, dan is gebruik van een statief verstandig tot noodzakelijk.
Bij grote brandpuntsafstanden wordt de fysieke lengte van het objectief vaak verkleind door middel van de zgn. teleconstructie, waarbij een negatieve lens achterin de effectieve brandpuntsafstand verlengt.